# Parasunaristes chelicerata
Parasunaristes chelicerata is een eenoogkreeftjessoort uit de familie van de Canuellidae. De wetenschappelijke naam van de soort is voor het eerst geldig gepubliceerd in 1972 door Por & Marcus.